# Оборона Варшавы (1939)
Оборона Варшавы (польск. Obrona Warszawy) — оборона с 8 по 28 сентября 1939 года польскими войсками столицы страны в ходе Сентябрьской кампании во время Второй мировой войны.

## Стратегическое значение Варшавы
Варшава для нацистской Германии являлась важным политическим, социальным и экономическим центром Польши, крупным транспортным узлом. При захвате мостов через Вислу в Варшаве ухудшалось снабжение польской армии, подрывалась эвакуация мирного населения из западных районов страны. Также Варшава являлась крупным промышленным центром.

## Подготовка к обороне

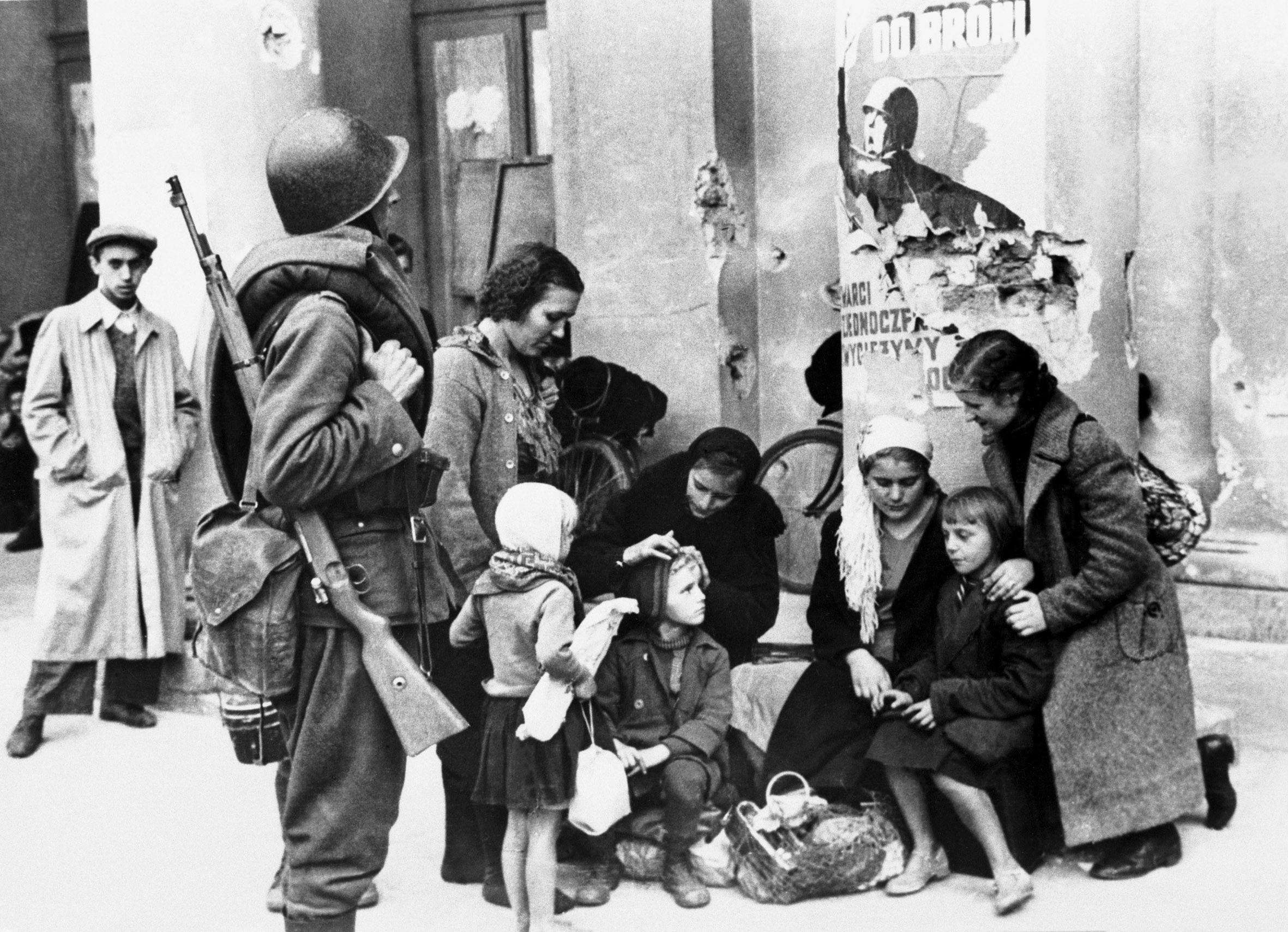
Агитационный плакат к защитникам Варшавы

3 сентября военным министром Польши был издан приказ в связи с прорывом немецкой армии у Ченстоховы о подготовке обороны Варшавы с юга, об организации обороны мостов и об их подрыве в случае прорыва немцев. На то время оборону Варшавы возглавил генерал бригады Валериан Чума. 5 сентября он получил приказ оборонять варшавские мосты до прибытия войск генералов Кутшебы и Бортновского.
В этот же день, 5 сентября 1939 года в Варшаве началось формирование из добровольцев отрядов Красного креста, пожарных отрядов и рабочих батальонов. Несколько отрядов было сформировано из резервистов 36-го пехотного полка.
6 сентября авиабригада из Варшавы была переброшена в Брест вместе с частью ПВО города, потеряв 38 самолётов (70 % матчасти) и заявив 43 победы. В тот же день генерал Чума приказал открыть военные склады столицы и раздать оружие рабочим и всем желающим защищать город, по его приказу был сформирована Рабочая бригада обороны Варшавы.
Утром 7 сентября 1939 года руководитель отдела пропаганды главного военного командования польской армии подполковник Р. Умястовский призвал всех жителей столицы, желающих с оружием в руках сражаться против немецких войск, покинуть Варшаву, эвакуироваться на восточный берег Вислы и вступать в подразделения польской армии, которые находились в восточных воеводствах Польши. В результате многие добровольцы покинули Варшаву, это уменьшило количество человеческих резервов, оставшихся в распоряжении военного командования столицы.

## Бои за Варшаву
В Варшаву прибывали подкрепления с востока Польши, а с запада подходили остатки разбитых польских армий.

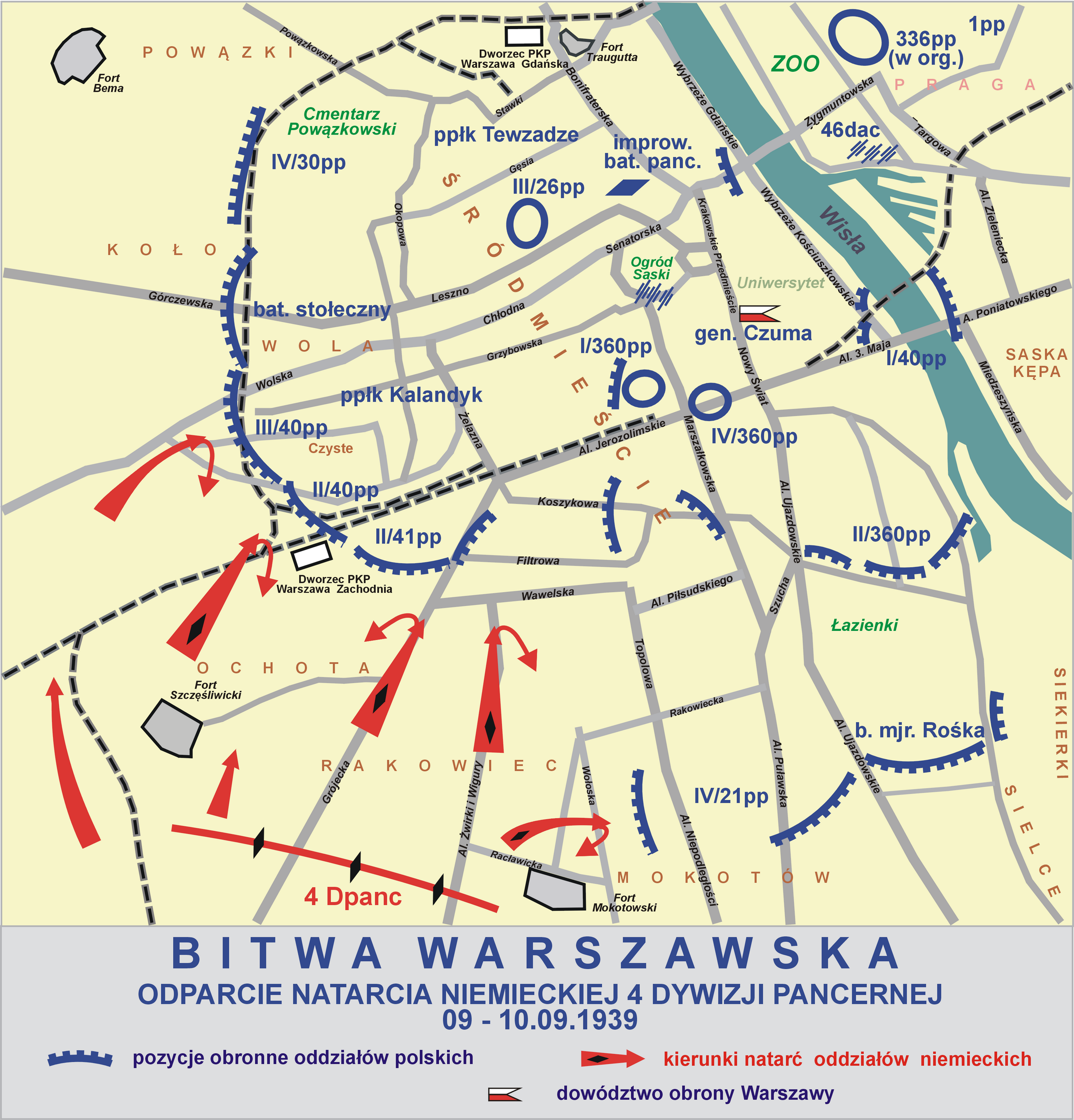
Бои 9-10 сентября

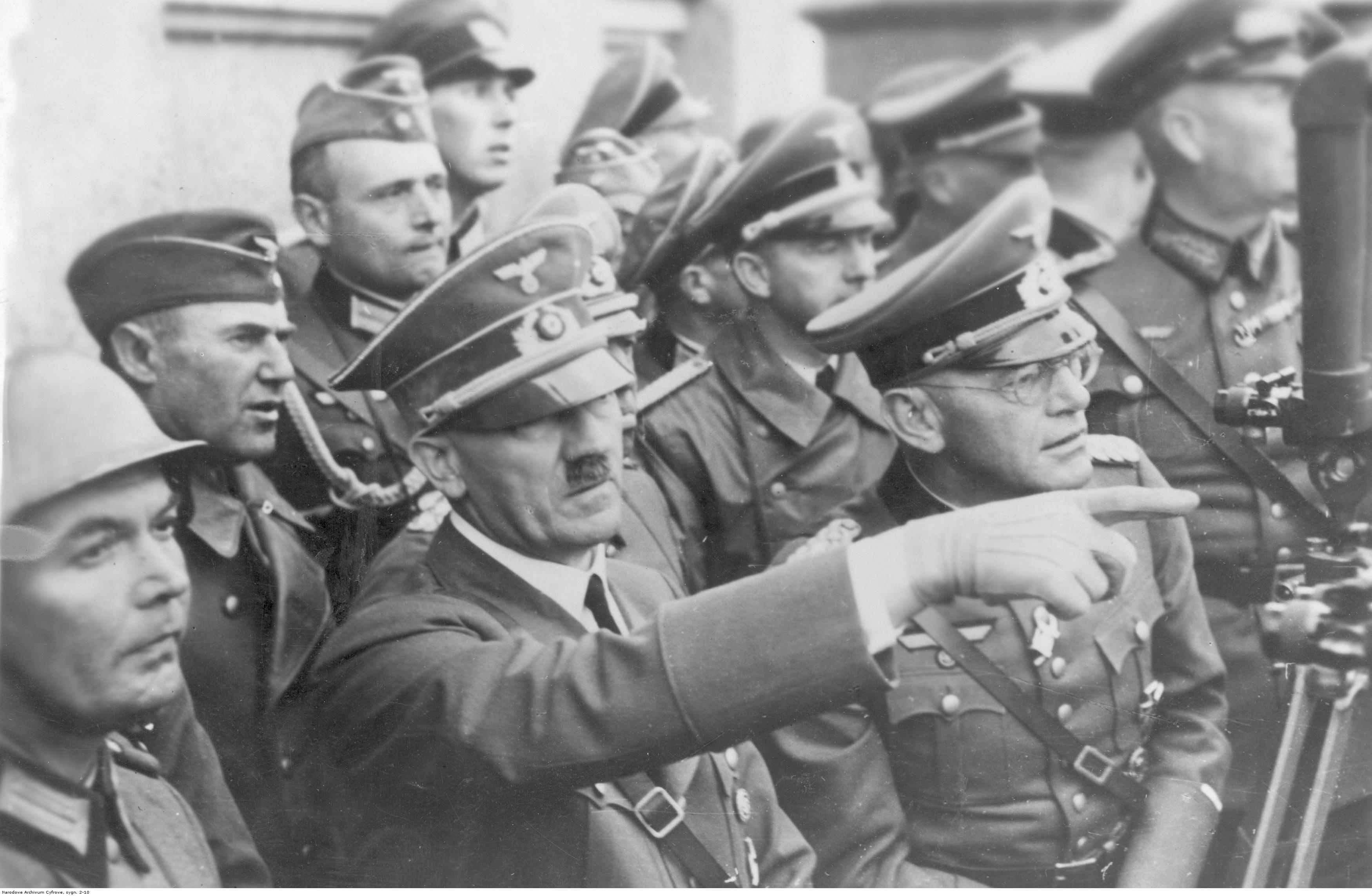
Гитлер на фронте под Варшавой

Бои за Варшаву начались 8 сентября. В этот день подразделения 4-й танковой дивизии 10-й армии в 14:00-15:00 заняли район Окенце и аэропорт. Около 17:00 со стороны районов Воли и Охоты они вышли к окраинам Варшавы, где вступили в бой с обороняющимися, и их атаки были отражены. Немцы отошли и отложили атаку на следующий день.
9 сентября в 7:00 утра с того же направления началось новое наступление вермахта. Немцы попытались захватить столицу врасплох силами двух танковых дивизий (1-й и 4-й). Утренняя атака немецкой пехоты и танков была остановлена и удержана оборона в западной части города. Несмотря на размещение знаков Красного Креста на крышах варшавских больниц, они подверглись бомбардировкам люфтваффе.
11 сентября немецкая артиллерия впервые начала обстрел центра города одновременно со стороны Окенце, Марымонта и Праги.
Оценив силу обороны города, немецкое командование 12 сентября отказалось брать Варшаву с ходу и начало её осаду. 12 сентября на фронт под Варшавой прибыли Гитлер, Геринг и Кейтель. 14 сентября в результате продвижения 3-й армии немцев под командованием генерала Георга фон Кюхлера, обошедшей Варшаву с северо-востока, кольцо окружения вокруг защитников Варшавы замкнулось.
По приказу главнокомандующего общее командование обороной Варшавы принял генерал Юлиуш Руммель.

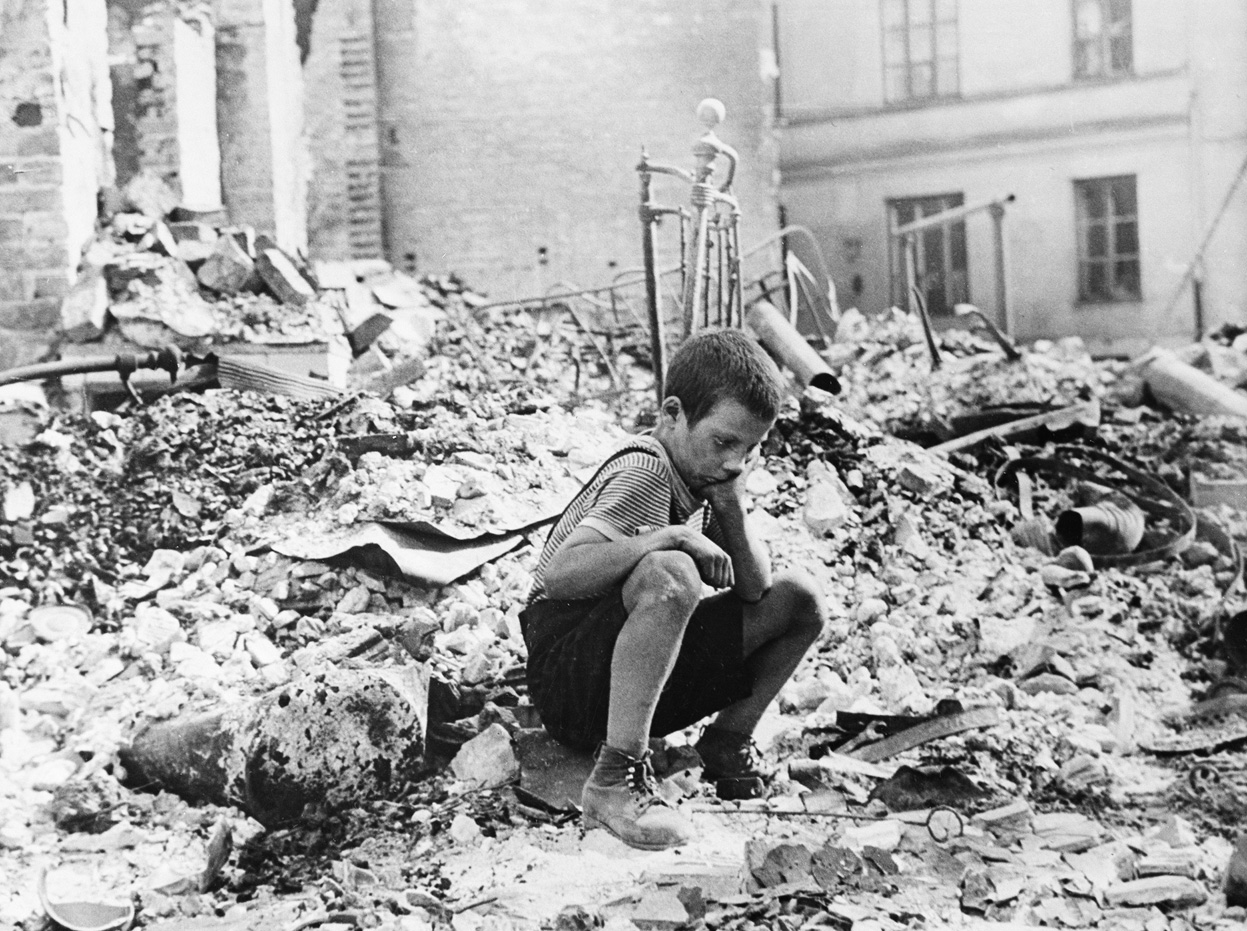
Польский мальчик на развалинах Варшавы. Фотография американского фотографа Джулиена Брайана

15 сентября немцы предложили полякам в 12-часовой срок сдать город. 16 сентября был послан немецкий парламентёр, но он не был принят, что означало отказ от сдачи города. 17 сентября польское командование обратилось к немцам с просьбой разрешить эвакуировать из города мирное население.
В это время западнее Варшавы происходила битва на Бзуре — отходившие на восток и юго-восток польские армии атаковали с запада и северо-запада вклинившиеся вглубь Польши войска 8-й германской армии. 10-й германской армии пришлось оказать ей помощь и срочно перебросить на запад танковые дивизии из-под Варшавы, поэтому осаду польской столицы с запада продолжала лишь 31-я пехотная дивизия.
17-22 сентября варшавский гарнизон был усилен частями армий «Познань» и «Поможе», которые после битвы на Бзуре прорвались через Кампиносский лес к столице.
Когда битва на Бзуре завершилась, командующий 8-й армией Бласковиц получил задание взять польскую столицу штурмом. 19 сентября он отдал приказ о генеральном штурме. 22 сентября начался штурм при поддержке с воздуха. 25 сентября в налёте участвовало 1150 самолётов люфтваффе. С целью сломить сопротивление защитников города 27 сентября 1939 года люфтваффе подвергло Варшаву массированной бомбардировке с целью полного последовательного уничтожения намеченных городских кварталов — операция «Огненное крещение», в которой участвовало 1150 только бомбардировщиков, не считая других самолётов.

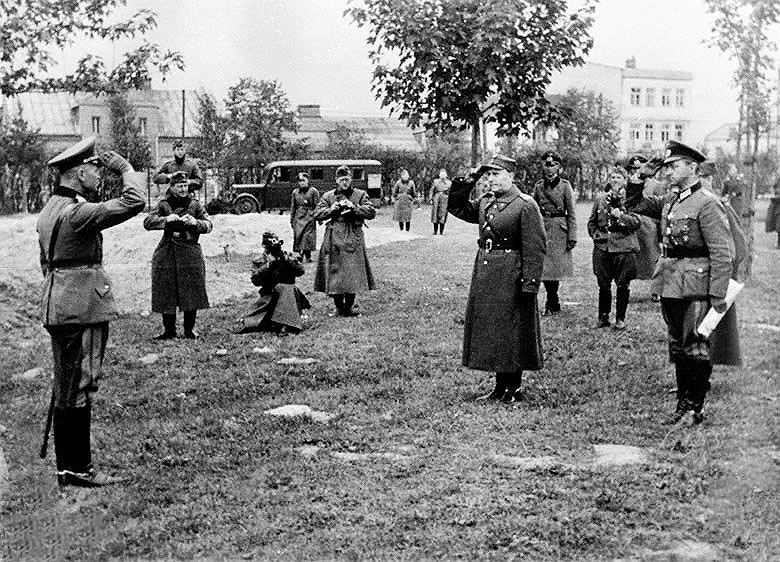
Генерал Тадеуш Кутшеба вступает в переговоры с Бласковицем

Две тысячи немецких орудий обстреливали Варшаву, при этом половина общего количества снарядов тяжелых гаубиц была выпущена по приказу Бласковица с взрывателями замедленного действия, что приводило к большим потерям среди гражданского населения.

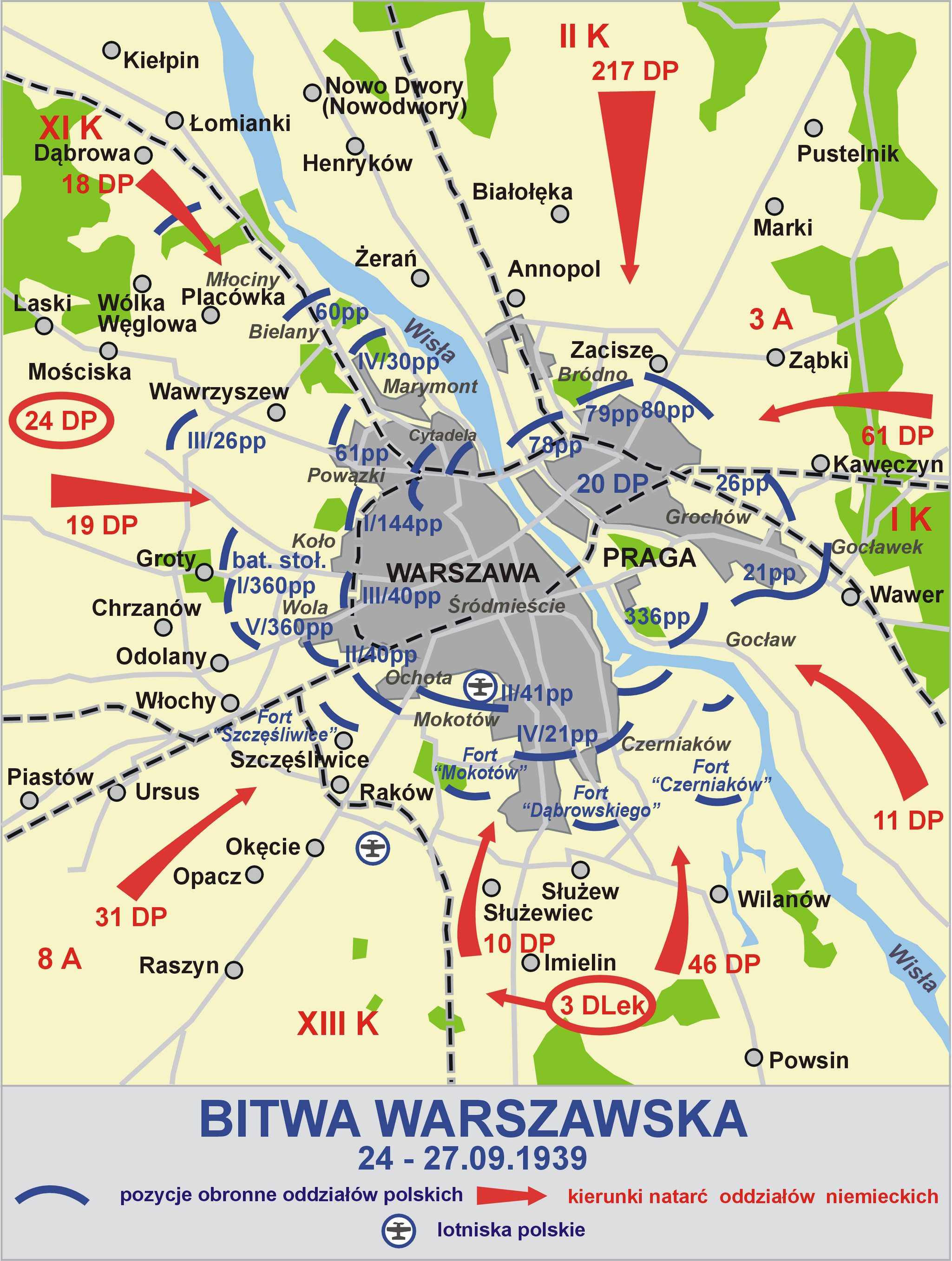
Бои 24-27 сентября

24 сентября вышла из строя варшавская электростанция, перестали работать телефоны и радио. 25 сентября прекратилась продажа продовольствия, начался голод.
26 сентября немецкие войска начали штурм города, главным образом со стороны юго-западных предместий — Мокотува и Чернякува.
Польское военное командование и Гражданский комитет, состоявший из представителей общественности, пришли к выводу, что дальнейшее сопротивление невозможно, и 26 сентября генерал Юлиуш Руммель начал с немецким командованием переговоры о капитуляции. 27 сентября в 14:00 огонь был прекращен, а в 13:00 28 сентября 1939 года генералом Тадеушем Кутжебой и Бласковицем на заводе «Шкода на Раковце» был подписан акт о капитуляции гарнизона города.
Польские войска — 5031 офицер и 97 425 солдат — сдались в плен. Некоторые польские офицеры кончали самоубийством, солдаты прятали или портили оружие, не желая сдавать его врагу. Несколько подразделений отказались прекратить огонь и сдаться, и генералам Чуме и Руммелю пришлось направляться к ним для уговоров.
Только 1 октября 1939 года в 10:00 в Варшаву вошла немецкая 10-я пехотная дивизия.